# 7212 Артаксеркс
7212 Артаксеркс (2155 T-2, 1979 KP, 7212 Artaxerxes) — астероїд головного поясу, відкритий 29 вересня 1973 року.
Тіссеранів параметр щодо Юпітера — 3,579.